# Hlușkî, Bila Țerkva
Hlușkî (în ucraineană Глушки) este o comună în raionul Bila Țerkva, regiunea Kiev, Ucraina, formată numai din satul de reședință.

## Demografie
Componența lingvistică a comunei Hlușkî
     Ucraineană (99,4%)
     Alte limbi (0,6%)
Conform recensământului din 2001, majoritatea populației comunei Hlușkî era vorbitoare de ucraineană (99,4%), existând în minoritate și vorbitori de alte limbi.